# Indolestes goniocercus
Indolestes goniocercus là loài chuồn chuồn trong họ Lestidae. Loài này được Lieftinck mô tả khoa học đầu tiên năm 1960.